# Magnetogenetica
Magnetogenetica si riferisce a una tecnica biologica che prevede l'uso di campi magnetici per controllare a distanza l'attività cellulare.
Nella maggior parte dei casi, la stimolazione magnetica viene trasformata in forza (genetica magneto-meccanica) o calore (genetica magneto-termica), che dipende dal campo magnetico applicato. Pertanto, le cellule sono generalmente modificate geneticamente per esprimere canali ionici che sono meccanicamente o termicamente collegati. In quanto tale, la magnetogenetica è un metodo di modulazione cellulare che utilizza una combinazione di tecniche di magnetismo e genetica per controllare le attività delle singole cellule nei tessuti viventi, anche all'interno di animali che si muovono liberamente. Questa tecnica è paragonabile all'optogenetica, che è la manipolazione del comportamento cellulare utilizzando la luce. Nella magnetogenetica, la stimolazione magnetica viene utilizzata al posto della luce, una caratteristica che consente una modulazione meno invasiva, meno tossica e wireless dell'attività cellulare.
Il controllo dell'attività cellulare si ottiene utilizzando composti magnetici come ferritina o nanoparticelle magnetiche . Questi composti sono progettati per collegarsi ai canali ionici che sono geneticamente espressi su cellule specifiche. Il controllo dell'attività è quindi limitato a cellule geneticamente predefinite ed eseguito in modo specifico spazio-temporale mediante stimolazione magnetica.

## Storia
Lo sviluppo di tecnologie genetiche in grado di modulare i processi cellulari ha notevolmente contribuito alla ricerca biologica. Un esempio rappresentativo è lo sviluppo dell'optogenetica , che è un kit di strumenti di neuro modulazione che coinvolge proteine sensibili alla luce. Questo progresso ha fornito le basi per una svolta nel collegare la relazione causale tra attività neuronale ed esito comportamentale.
Il principale punto di forza degli strumenti genetici utilizzati nella neuro modulazione è che possono fornire una modulazione precisa del sistema nervoso cerebrale, spazialmente o temporalmente, o entrambi. Ad oggi, diverse tecnologie sono adattate alla genetica (ad esempio optogenetica , chemogenetica , ecc.) E ogni tecnologia ha punti di forza e limiti. Ad esempio, l'optogenetica presenta vantaggi in quanto può fornire una manipolazione precisa e spaziale dei neuroni. D'altra parte, comporta la stimolazione della luce, che non può penetrare efficacemente nei tessuti e richiede dispositivi ottici impiantati.
Le tecniche che si basano sul controllo magnetico del processo cellulare sono relativamente nuove. Questa tecnica può fornire un approccio che non richiede l'impianto di elettrodi invasivi o dispositivi ottici. Questo metodo consentirà la penetrazione nella regione più profonda del cervello e potrebbe avere una latenza di risposta inferiore. Nel 1980, Young e colleghi hanno dimostrato che i campi magnetici con magnitudini nella gamma dei millitesla sono in grado di penetrare nel cervello senza attenuazione del segnale o effetti collaterali a causa della suscettibilità magnetica trascurabile e della bassa conduttività del tessuto biologico. I primi tentativi di manipolare la segnalazione elettrica all'interno del cervello utilizzando campi magnetici furono eseguiti da Baker , che in seguito sviluppò dispositivi per la stimolazione magnetica transcranica (TMS) nel 1985.
Per applicare la magnetogenetica nella ricerca biologica e neuroscientifica, è stato suggerito di fondere i recettori della classe TRPV con una proteina paramagnetica (tipicamente ferritina). Queste proteine paramagnetiche, che tipicamente contengono ferro o hanno cofattori contenenti ferro, vengono quindi stimolate magneticamente. Non è chiaro come questa tecnica possa modulare l'attività neuronale, ma si ritiene che i canali ionici siano attivati e aperti sia dalla forza meccanica esercitata dalle proteine paramagnetiche, sia dal riscaldamento di queste tramite stimolazione magnetica. Tuttavia, la disponibilità di tali proteine paramagnetiche come trasduttore di campo magnetico per stimoli meccanici o di temperatura è controversa.
D'altra parte, le nanoparticelle sono state suggerite come possibili candidati che possono funzionare come trasduttore di campo magnetico al segnale di stimolo. Sulla base di questo concetto, è in fase di sviluppo la prossima generazione di tecniche di magnetogenetica. Nel 2010, Arnd Pralle e college hanno dimostrato che la prima stimolazione magneto-termica in vivo del canale ionico sensibile al calore TRPV1 che impiega nanoparticelle magnetiche come trasduttore in C. elegans . Nel 2015, il gruppo di ricerca di Polina Anikeeva ha dimostrato che un concetto simile può migliorare i segnali neuronali nel cervello dei mammiferi. Nel 2021, Jinwoo CheonIl gruppo di ricerca di ha sviluppato con successo la genetica magneto-meccanica che utilizza la forza meccanica derivata dalla stimolazione magnetica nei mammiferi. In questo studio, la coppia magnetica mediante campo magnetico rotante è stata impiegata per attivare il canale cationico meccanosensibile Piezo1 . I risultati di questo studio mostrano che la manipolazione remota in vivo del comportamento dei topi può essere eseguita utilizzando la magnetogenetica.